# 好感度
| ウィキペディアには「好感度」という見出しの百科事典記事はありません（タイトルに「好感度」を含むページの一覧/「好感度」で始まるページの一覧）。 代わりにウィクショナリーのページ「好感度」が役に立つかもしれません。 |